# Castello Rochers-Sévigné
Il castello Rochers-Sévigné (in francese: château des Rochers-Sévigné) è un maniero situato nel comune francese di Vitré, nel dipartimento dell'Ille-et-Vilaine (Bretagna orientale) e che fu costruito nella forma attuale agli inizi del XVI secolo  o nel corso del XVI secolo dalla famiglia Sévigné  su un edificio preesistente   e successivamente ampliato tra il XVII e il XIX secolo.
Chiamato inizialmente - per la sua posizione su una collina rocciosa - "Les Rochers" ("Le rocce", da cui la prima parte del nome) o Château des Rochers, il castello fu nella seconda metà del XVII secolo la residenza preferita di Madame de Sévigné, che proprio in questo luogo scrisse le sue celebri lettere alla figlia.
L'edificio è classificato come monumento storico.

## Ubicazione
Il castello si trova ad 8 km a sud-est del centro di Vitré.

## Caratteristiche
Il castello è circondato da un giardino formale, voluto nel XVII secolo da Charles de Sévigné, il figlio di Madame de Sévigné.
Il castello ospita una cappella del XVII secolo a forma di scafo.
Al suo interno si trovano, tra l'altro, una pianta dell'edificio risalente al 1763 e un ritratto della Sévigné. Il castello ospita inoltre un museo sulle collezioni della marchesa.
|  |

## Storia
Dal XII secolo agli inizi del XIV secolo, la tenuta su cui si erge il castello, chiamata "Les Rochers", era di proprietà della famiglia Mathelefon.
Nel 1410, l'edificio originario passò in seguito ad un matrimonio nelle mani della famiglia Sévigné.
I Sévigné fecero ricostruire il castello agli inizi del XVI secolo.
Tra il 1644 e il 1690, l'edificio ospitò Madame de Sévigné, che fece rammodernare gli interni del castello.
Nel 1689 il figlio della marchesa fece realizzare un giardino alla francese.
Nel 1715, il maniero fu acquistato dalla famiglia Nétumières, che operò una nuova ristrutturazione.